# ハリウッド・ルーズベルト・ホテル
ハリウッド・ルーズベルト・ホテル (Hollywood Roosevelt Hotel) は、アメリカ合衆国カリフォルニア州ロサンゼルス市ハリウッドのハリウッド大通り7000番地 (7000 Hollywood Boulevard) に位置する歴史的なスペイン植民地時代を模した様式 (Spanish Colonial Revival) のホテル。ホテルの名はセオドア・ルーズベルトに因んだものであり、建設資金を提供したのはダグラス・フェアバンクス、メアリー・ピックフォード、ルイス・B・メイヤーといった映画関係者を含むグループで、1927年5月15日に開業した。当時250万ドル（現在のおよそ3360万ドルに相当）の建設費がかけられた12階建ての建物には、スイートを含め300室の客室がある。現在、トンプソン・ホテルズ (Thompson Hotels) が経営にあたっている。
1986年の大改装に際して、2階のロビーでハリウッドの歴史についての展示が行なわれるようになった。その後、2005年にも、ドッド・ミッチェル (Dodd Mitchell) の監修の下、大規模な改装が行なわれた。ハリウッド・ルーズベルト・ホテルは、映画作品の中や、ハリウッドの夜の社交において、現在まで特別な場所であり続けている。近年ではホテルのメインロビーにある流行りのナイトクラブ「Teddy's」のおかげもあって、若いハリウッド関係者たちの間でも人気が高まっている。

## ハリウッドの歴史の中で
ハリウッド・ルーズベルト・ホテルのブロッサム・ボールルーム (Blossom ballroom) は、1929年に行なわれた第1回アカデミー賞授賞式の会場であった。この宴会場は250人程度を収容する規模であり、それ以降の式典は規模がどんどん大きくなっていったため、（第2回がアンバサダーホテルで行なわれた後は）ホテルが式典の会場となることはなくなった。
アカデミー賞のパロディとしての色彩をもつラジー賞（ゴールデンラズベリー賞）は、例年ハリウッド・ルーズベルト・ホテルを会場に授賞式を行っている。
フランシス・ファーマー (Frances Farmer) は、テレビ番組『This Is Your Life』に出演した後、1950年代はじめにこのホテルの主賓となった。マリリン・モンローは、モデルとして仕事が軌道に乗ったころ、ルーズベルト・ホテルに2年間住んだ。モンローの最初の雑誌用の撮影は、ホテルの裏にあるプールの飛び込み板の上で行なわれたが、この飛び込み板は現在は撤去されている。現在のプールは、水中にデイヴィッド・ホックニーが描いた壁画がある。

## 幽霊が出るという噂
このホテルでは、幽霊が出るという噂が沢山流れている。その中には、マリリン・モンローやモンゴメリー・クリフトなど、過去にこのホテルに住んでいた有名人にまつわるものもある。特にモンローについては、昼夜を問わずホテル内を徘徊しているとか、プールサイドに水着姿でいたとか、地下1階の鏡に映り込む、といった話が噂されている。
ほかにも、青い服を着た少女にまつわる話などが噂されている。また、コールド・スポット (cold spot) やオーブが写り込んだ写真、ホテルの交換手にかかってくる謎の電話といった話もある。

## 映画のロケ地として
もともと映画産業と縁が深いこのホテルは、しばしばロケーション撮影の場所ともなっており、『ビバリーヒルズ・コップ2』（1987年）、『あの頃ペニー・レインと』（2003年）、『キャッチ・ミー・イフ・ユー・キャン』（2002年）、『チャーリーズ・エンジェル フルスロットル』（2003年）、『ハリウッド的殺人事件』（2003年）、などの撮影が行われた。